# Maison La Coquille
La maison dite La Coquille est un monument situé au Mont-Saint-Michel, en France.

## Localisation
La maison est située dans le département français de la Manche, sur la commune du Mont-Saint-Michel. 

## Historique
L'édifice est daté du XIVe siècle.
Les façades et les toitures de l'édifice sont classés au titre des monuments historiques depuis le 21 juillet 1949.